# Râul Lotrioara
Râul Lotrioara este un curs de apă, al 95-lea afluent de dreapta al râului Olt. Se formează la confluența a două brațe Valea Ursului și Sterpu.

## Geografie
Râul Lotrioara are opt afluenți de stânga, Valea Ursului, Lotrișoara Mare, Mohan, Gruiu Scurt, Valea Rea, Valea Sasului, Valea Cerbului, Mogoșu și treisprezece de stânga, Sterpu, Pologașu, Sfârcașu, Gârcu, Frasinu, Izvorul Tomnatecului, Pârâul Mielului, Tisa, Valea Neagră, Prejba, Pitulușul, Podragu și Mătrăguna. 

## Hărți
- Hărta Munților Lotrului  Arhivat în 6 mai 2008, la Wayback Machine.
- Harta județului Sibiu

Format:Bazinul Olt